# Tecniche di rilassamento
Esiste una serie di tecniche di rilassamento di varia natura. Secondo i sostenitori dei diversi metodi, alcuni dei quali privi di prove scientifiche a supporto, avrebbero in comune lo scopo di favorire il benessere dell'individuo.
- Massoterapia: massaggi che aiutano a decontrarre e sciogliere i muscoli. Utili, soprattutto, quando subentra il mal di testa oppure quando si hanno difficoltà nella rotazione del capo, dovute alla stanchezza.
- Meditazione: comprende una serie di pratiche contemplative che aiutano a sviluppare o aumentare la concentrazione e la consapevolezza di sé stessi e, quindi, a migliorare la qualità della vita[1]. La meditazione, grazie a semplici esercizi di respirazione, rilassamento e visualizzazione, permette di vincere lo stress e ritrovare la serenità.
- Mindfulness
- Coerenza cardiaca
- Musicoterapia: si basa sul principio che la musica ha una grande influenza sull'equilibrio psicofisico dell'uomo e che il suo ritmo ha effetto sulla pressione sanguigna, la respirazione ed il battito cardiaco. Il paziente soggetto ad ansia o stress può raggiungere uno stato di relax e di calma ascoltando i brani musicali più indicati per lui, individuati e selezionati da un musicoterapeuta.
- Rebirthing: insegna a rallentare il ritmo respiratorio rendendolo anche più profondo per aumentare l'ossigenazione del sangue e favorire l'eliminazione delle tossine. In questo modo si raggiunge una sensazione di benessere che aiuta a lasciarsi andare e a stare bene con se stessi.
- Respirazione: respirare profondamente in modo rilassato per eliminare l'agitazione.
- Training autogeno: richiede di concentrare l'attenzione su alcune parti del corpo con immagini e sensazioni distensive, fino a non percepirne più la sensibilità fisica. Così anche la mente comincia a liberarsi dai pensieri continui e riesce a tenere sotto controllo anche i dolori articolari e muscolari.
- Riflessologia plantare: contribuisce ad uno stato progressivo di rilassamento e di benessere, è stata sperimentata quale supporto integrativo per persone di diversa età (incluso bambini e donne in gravidanza).
- Yoga: durante la pratica l'ossigenazione del sangue migliora, il battito cardiaco si regolarizza e la pressione del sangue scende. Con l'apprendimento delle diverse posizioni, si può arrivare a controllare il respiro e, quindi, a raggiungere un rilassamento fisico e psichico.